# 덕원고등학교
덕원고등학교(德元高等學校)는 대한민국 대구광역시 수성구 욱수동에 위치한 사립 고등학교이다.

## 학교 연혁
- 1978년 8월 24일 : 학교법인 덕원학원 설립 인가
- 1978년 8월 24일 : 초대 이사장 추계 김진원 의학박사 취임
- 1979년 12월 22일 : 덕원고등학교 학년당 10학급 설립 인가(30학급)
- 1980년 2월 28일 : 신축교사(황금동) 완공
- 1980년 3월 1일 : 초대 서병십 교장 취임
- 1980년 3월 5일 : 제1회 신입생 입학식
- 1980년 5월 8일 : 개교 기념 행사
- 1983년 2월 10일 : 제1회 졸업식
- 1996년 10월 12일 : 교지 '덕원' 창간호 발간
- 2002년 2월 28일 : 신축교사(수성구 욱수길 37)로 이전
- 2002년 3월 10일 : 청람사(기숙사) 개관
- 2003년 3월 1일 : 남녀공학으로 학칙 변경
- 2003년 9월 6일 : 도서관 디지털 자료실 구축
- 2004년 1월 2일 : 수영장 개장
- 2007년 8월 13일 : 설립자 겸 초대이사장 추계 김진원 박사 동상 건립
- 2017년 3월 31일 : 제3대 김덕헌 이사장 취임
- 2019년 9월 1일 : 제8대 서경학 교장 취임
- 2022년 1월 27일 : 제40회 졸업식(353명, 총 22,492명)
- 2022년 3월 2일 : 제43회 입학식(342명)

## 참고 자료
- 덕원고등학교 - 한국교육학술정보원 학교알리미